# Rödby
Rödby is een plaats in de gemeente Ronneby in het landschap Blekinge en de provincie Blekinge län in Zweden. De plaats heeft 54 inwoners (2005) en een oppervlakte van 11 hectare.